# Хямяляйнен, Эрик
Веса Эрик Хямяляйнен (фин. Vesa Erik Hämäläinen, род. 20 апреля 1965, Раума) — финский профессиональный хоккеист, игравший на позиции защитника, ныне помощник главного тренера команды «Лукко». Бронзовый призёр Олимпийских игр 1994 года, чемпион мира 1995 года.

## Карьера игрока

### Клубная
Воспитанник хоккейной школы клуба «Лукко», в его составе начинал карьеру, играя с 1982 по 1988 годы за его состав в первенстве Финляндии. В 1985 году Хямяляйнен попал на Драфт НХЛ и под номером 197 в 10-м раунде он был выбран командой «Детройт Ред Уингз», однако за океан Эрик так и не уехал на протяжении всей своей карьеры.
В сезоне 1987/88 Хямяляйнен завоевал свою первую награду, став серебряным призёром чемпионата Финляндии в составе «Лукко», после сезона он перешёл в команду «КалПа», в которой играл до 1992 года. В сезоне 1990/1991 он завоевал вторую серебряную медаль чемпионата Финляндии в своей карьере, в сезоне 1992/1993 перешёл в клуб «Йокерит», в составе которого в 1993 году завоевал сразу три награды: приз самого полезного игрока чемпионата Финляндии, приз лучшего защитника и лучшего бомбардира по голам в численном большинстве (10 шайб). В 1994 году Хямяляйнен в составе «Йокерит» сумел выиграть первый и единственный титул чемпиона страны. Через год Эрик вместе с командой дошёл до финала Кубка Европейской хоккейной лиги, где его команда со счётом 3:2 обыграла «Турку» и победила в Кубке.
Летом 1995 года Хямяляйнен покинул команду и уехал играть в Швецию в команду АИК, где провёл три года. По возвращении из Швеции Эрик снова выступал в родном клубе «Лукко», однако уже не смог с ним добиться былых успехов. Сезон 2001/02 Хямяляйнен провёл в швейцарском клубе «Лангнау», однако затем вернулся обратно в «Лукко». В 2008 году он провёл свой 1001-й матч в карьере, который стал для него последним: по окончании игры Эрик заявил о завершении своей 26-летней карьеры игрока.

### В сборной
В составе сборной Финляндии Хямяляйнен участвовал в зимних Олимпийских играх 1994 года, на которых завоевал бронзовую медаль, а также на четырёх чемпионатах мира с 1992 по 1995 годы: в 1992 и 1994 годах он стал серебряным призёром, а в 1995 году и чемпионом мира. В составе молодёжной сборной Финляндии участвовал в молодёжных чемпионатах мира 1984 (серебряный призёр) и 1985 годов, в составе юниорской сборной играл на чемпионате Европы 1983 года (серебряный призёр).

## Карьера тренера
С 2008 года Эрик занимает должность помощника главного тренера клуба «Лукко».

## Достижения

### В клубах
| - 1988: Вице-чемпион Финляндии в составе «Лукко» - 1991: Вице-чемпион Финляндии в составе «КалПа» - 1993: Обладатель приза Матти Кейнонена (лучший игрок по показателю полезности) - 1993: Обладатель приза Пекки Раутакаллио (лучший защитник) - 1993: Рекордсмен чемпионата Финляндии по заброшенным шайбам при численном большинстве (10 шайб) | - 1994: Чемпион Финляндии в составе «Йокерита» - 1994: Лучший игрок по показателю полезности в серии плей-офф - 1995: Победитель Европейской хоккейной лиги в составе «Йокерита» - 1995: Вице-чемпион Финляндии в составе «Йокерита» |

### В сборной
- 1983: серебряный призёр юношеского чемпионата Европы
- 1984: серебряный призёр молодёжного чемпионата мира
- 1992: серебряный призёр чемпионата мира
- 1994: серебряный призёр чемпионата мира
- 1994: бронзовый призёр Олимпийских игр
- 1995: чемпион мира